# National Hockey League 1966/1967
National Hockey League 1966/1967 var den 50:e säsongen av NHL. 6 lag spelade 70 matcher i grundserien innan Stanley Cup inleddes den 6 april 1967. Stanley Cup vanns av Toronto Maple Leafs som tog sin 13:e titel, efter finalseger mot Montreal Canadiens med 4-2 i matcher.
Chicago Black Hawks-spelaren Stan Mikita vann poängligan på 97 poäng, 35 mål och 62 assist.

## Grundserien
| Nr | Lag                 | S  | V  | O  | F  | GM  | IM  | MS  | P  |
| -- | ------------------- | -- | -- | -- | -- | --- | --- | --- | -- |
| 1  | Chicago Black Hawks | 70 | 41 | 12 | 17 | 264 | 170 | +94 | 94 |
| 2  | Montreal Canadiens  | 70 | 32 | 13 | 25 | 202 | 188 | +14 | 77 |
| 3  | Toronto Maple Leafs | 70 | 32 | 11 | 27 | 204 | 211 | −7  | 75 |
| 4  | New York Rangers    | 70 | 30 | 12 | 28 | 188 | 189 | −1  | 72 |
| 5  | Detroit Red Wings   | 70 | 27 | 4  | 39 | 212 | 241 | −29 | 58 |
| 6  | Boston Bruins       | 70 | 17 | 10 | 43 | 182 | 253 | −71 | 44 |

## Poängligan 1966/67
Not: SM = Spelade matcher; M = Mål; A = Assists; Pts = Poäng
| Spelare        | Lag                 | SM | M  | A  | Pts |
| -------------- | ------------------- | -- | -- | -- | --- |
| Stan Mikita    | Chicago Black Hawks | 70 | 35 | 62 | 97  |
| Bobby Hull     | Chicago Black Hawks | 66 | 52 | 28 | 80  |
| Norm Ullman    | Detroit Red Wings   | 68 | 26 | 44 | 70  |
| Ken Wharram    | Chicago Black Hawks | 70 | 31 | 34 | 65  |
| Gordie Howe    | Detroit Red Wings   | 69 | 25 | 40 | 65  |
| Bobby Rousseau | Montreal Canadiens  | 68 | 19 | 44 | 63  |
| Phil Esposito  | Chicago Black Hawks | 69 | 21 | 40 | 61  |
| Phil Goyette   | New York Rangers    | 70 | 12 | 49 | 61  |
| Doug Mohns     | Chicago Black Hawks | 61 | 25 | 35 | 60  |
| Henri Richard  | Montreal Canadiens  | 65 | 21 | 34 | 55  |

## Slutspelet 1967
4 lag gjorde upp om Stanley Cup-bucklan, matchserierna avgjordes i bäst av sju matcher.
Semifinaler
Chicago Black Hawks vs. Toronto Maple Leafs
| Datum    | Hemma               | Mål | Borta               | Mål |
| -------- | ------------------- | --- | ------------------- | --- |
| 6 april  | Chicago Black Hawks | 5   | Toronto Maple Leafs | 2   |
| 9 april  | Chicago Black Hawks | 1   | Toronto Maple Leafs | 3   |
| 11 april | Toronto Maple Leafs | 3   | Chicago Black Hawks | 1   |
| 13 april | Toronto Maple Leafs | 3   | Chicago Black Hawks | 4   |
| 15 april | Chicago Black Hawks | 2   | Toronto Maple Leafs | 4   |
| 18 april | Toronto Maple Leafs | 3   | Chicago Black Hawks | 1   |

Toronto Maple Leafs vann semifinalserien med 4-2 i matcher
Montreal Canadiens vs. New York Rangers
| Datum    | Hemma              | Mål | Borta              | Mål | Not      |
| -------- | ------------------ | --- | ------------------ | --- | -------- |
| 6 april  | Montreal Canadiens | 6   | New York Rangers   | 4   |          |
| 8 april  | Montreal Canadiens | 3   | New York Rangers   | 1   |          |
| 11 april | New York Rangers   | 2   | Montreal Canadiens | 3   |          |
| 13 april | New York Rangers   | 1   | Montreal Canadiens | 2   | SD 06:28 |

Montreal Canadiens vann semifinalserien med 4-0 i matcher

## Stanley Cup-final
Montreal Canadiens vs. Toronto Maple Leafs
| Datum    | Hemma               | Mål | Borta               | Mål | Spelplats                   | Not      |
| -------- | ------------------- | --- | ------------------- | --- | --------------------------- | -------- |
| 20 april | Montreal Canadiens  | 6   | Toronto Maple Leafs | 2   | Forum, Montreal             |          |
| 22 april | Montreal Canadiens  | 0   | Toronto Maple Leafs | 3   | Forum, Montreal             |          |
| 25 april | Toronto Maple Leafs | 3   | Montreal Canadiens  | 2   | Maple Leaf Gardens, Toronto | SD 28:26 |
| 27 april | Toronto Maple Leafs | 2   | Montreal Canadiens  | 6   | Maple Leaf Gardens, Toronto |          |
| 29 april | Montreal Canadiens  | 1   | Toronto Maple Leafs | 4   | Forum, Montreal             |          |
| 2 maj    | Toronto Maple Leafs | 3   | Montreal Canadiens  | 1   | Maple Leaf Gardens, Toronto |          |

Toronto Maple Leafs vann finalserien med 4-2 i matcher

## NHL awards
| 1966–1967 NHL awards          | 1966–1967 NHL awards                            |
| ----------------------------- | ----------------------------------------------- |
| Prince of Wales Trophy:       | Chicago Black Hawks                             |
| Art Ross Memorial Trophy:     | Stan Mikita, Chicago Black Hawks                |
| Calder Memorial Trophy:       | Bobby Orr, Boston Bruins                        |
| Conn Smythe Trophy:           | Dave Keon, Toronto Maple Leafs                  |
| Hart Memorial Trophy:         | Stan Mikita, Chicago Black Hawks                |
| James Norris Memorial Trophy: | Harry Howell, New York Rangers                  |
| Lady Byng Memorial Trophy:    | Stan Mikita, Chicago Black Hawks                |
| Vezina Trophy:                | Glenn Hall & Denis DeJordy, Chicago Black Hawks |
| Lester Patrick Trophy:        | Gordon Howe, Charles F. Adams, James E. Norris  |

## All-Star teams
| Första                             | Position | Andra                           |
| ---------------------------------- | -------- | ------------------------------- |
| Ed Giacomin, New York Rangers      | M        | Glenn Hall, Chicago Black Hawks |
| Pierre Pilote, Chicago Black Hawks | B        | Tim Horton, Toronto Maple Leafs |
| Harry Howell, New York Rangers     | B        | Bobby Orr, Boston Bruins        |
| Stan Mikita, Chicago Black Hawks   | C        | Norm Ullman, Detroit Red Wings  |
| Kenny Wharram, Chicago Black Hawks | HF       | Gordie Howe, Detroit Red Wings  |
| Bobby Hull, Chicago Black Hawks    | VF       | Don Marshall, New York Rangers  |